# Arzachel (inslagkrater)
Arzachel is een inslagkrater op de Maan. 

## Beschrijving
Arzachel is duidelijk zichtbaar en een favoriet telescoopobject voor amateurastronomen. De rand van Arzachel heeft een gedetailleerde terrasstructuur aan de binnenzijde, vooral aan de iets hogere oostrand. Er is een ruige buitenrand die aansluit op een bergkam die loopt van de noordrand naar de zuidrand van Alphonsus. De centrale piek van Arzachel heeft een hoogte van 1500 meter en ligt enigszins ten westen met een gebogen curve van zuid naar noord-noordoost. De bodem is relatief vlak, behalve enkele onregelmatigheden in het zuidwestelijke kwadrant van de krater. Er lopen een aantal rilles, de Rimae Arzachel genaamd, van de noordelijke tot de zuidoostelijke rand. Een kleine krater is duidelijk zichtbaar op de kraterbodem ten oosten van de centrale piek, met nog een paar kleinere kraters in de onmiddellijke omgeving.

## Locatie
Arzachel heeft een diameter van 96 km en bevindt op de hooglanden in het zuidcentrale deel van de naar de Aarde toe gerichte zijde van de Maan, dicht bij de nulmeridiaan. Arzachel ligt ten zuiden van de krater Alphonsus en vormt samen met Ptolemaeus, verder naar het noorden, een lijn van drie kraters ten noordoosten van Mare Nubium. De kleinere krater Alpetragius ligt in het noordwesten en de krater Thebit ligt in het zuidwesten langs de rand van de mare.

## Naamgeving
Arzachel is genoemd naar de Arabische astronoom en wiskundige Abu Ishaq Ibrahim al-Zarqali (aka Arzachel) (1029–1087). Zoals veel kraters aan de voorkant van de maan, kreeg de krater zijn naam door Giovanni Battista Riccioli, wiens nomenclatuursysteem uit 1651 gestandaardiseerd werd. Eerdere maankartografen gaven de krater verschillende namen. Op de maankaart van Michael van Langren uit 1645 heet de krater "Annae, Reg. Fran." naar Anna van Oostenrijk (1601-1666), koningin van Frankrijk en Navarra en Johannes Hevelius noemde de krater "Mons Cragus".

## Rima Arzachel IenRima Arzachel II
In vroegere maanatlassen en maankaarten, zoals de Times Atlas of the Moon (1969) en System of Lunar Craters (SLC) werd het stelsel Rimae Arzachel opgesplitst in twee afzonderlijke rillen, de Rima Arzachel I en Rima Arzachel II. De meest opvallende rille (Rima Arzachel I), ten oosten van de opvallende komvormige krater Arzachel A, kan gemakkelijk worden waargenomen m.b.v. amateurtelescopen, terwijl Rima Arzachel II geen rille is maar wel een uiterst vlakke vallei, parallel lopend met het zuidoostelijk gedeelte van de binnenrand van Arzachel. De centrale piek van Arzachel kreeg de aanduiding Arzachel gamma (Arzachel γ).

## Satellietkraters van Arzachel

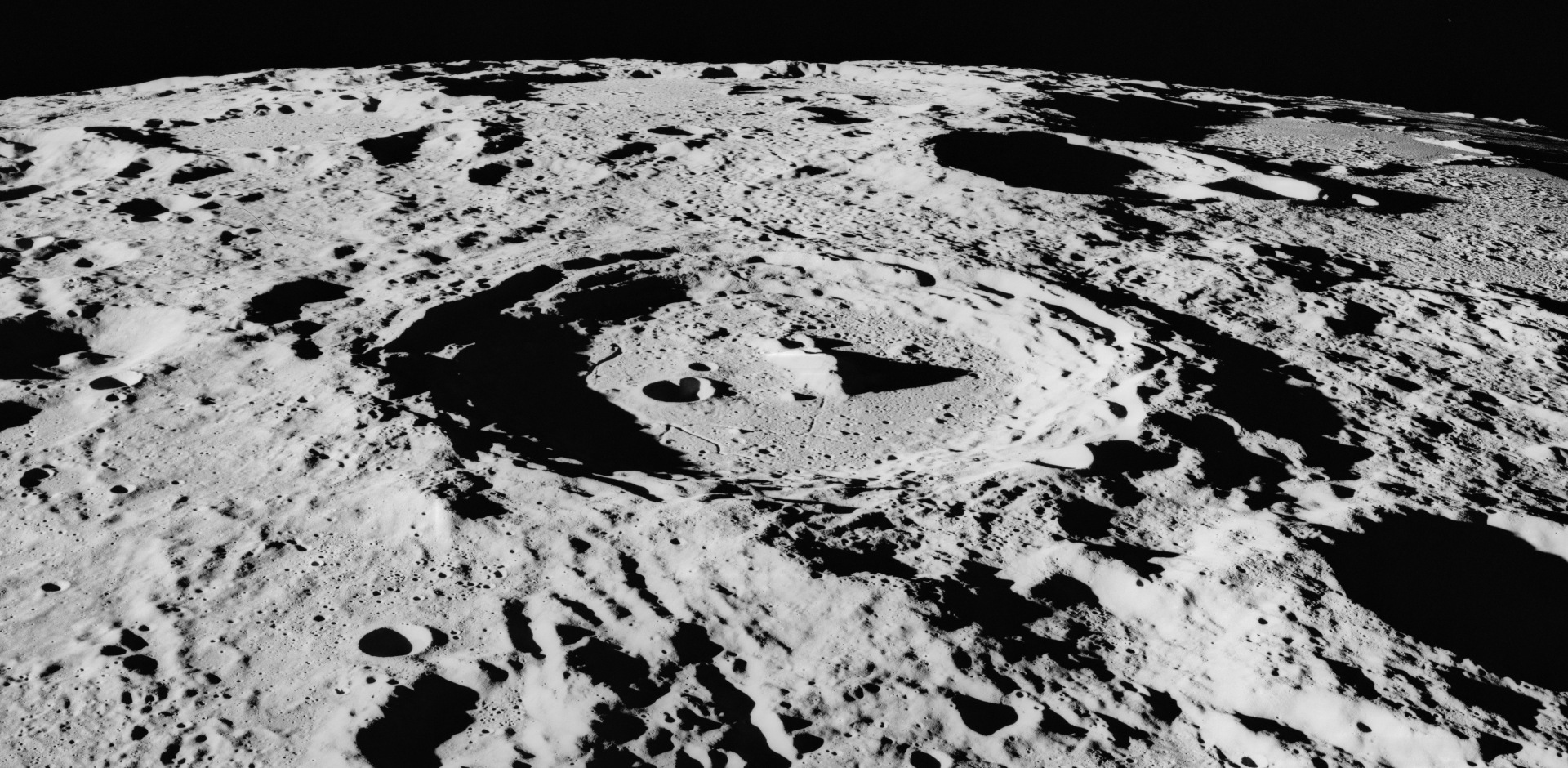
Zicht vanuit Apollo 16, richting zuiden

Rondom Arzachel bevinden zich verscheidene kleinere kraters die genummerd werden, beginnend bij degenen die zich het dichtst bij het middelpunt van de krater bevinden.
| Arzachel | Breedtegraad | Lengtegraad | Diameter |
| -------- | ------------ | ----------- | -------- |
| A        | 18,0° ZB     | 1,5° WL     | 10 km    |
| B        | 17,0° ZB     | 2,9° WL     | 8 km     |
| C        | 17,4° ZB     | 3,7° WL     | 6 km     |
| D        | 20,2° ZB     | 2,1° WL     | 8 km     |
| H        | 18,7° ZB     | 2,0° WL     | 5 km     |
| K        | 18,3° ZB     | 1,6° WL     | 4 km     |
| L        | 20,0° ZB     | 0,1° OL     | 8 km     |
| M        | 20,6° ZB     | 0,9° WL     | 3 km     |
| N        | 20,4° ZB     | 2,2° WL     | 3 km     |
| T        | 17,7° ZB     | 1,3° WL     | 3 km     |
| Y        | 18,2° ZB     | 4,3° WL     | 4 km     |

## Ten oosten van Arzachel
In de officieel naamloze vlakte die op de Rand McNally maankaart het Loro basin noemt, ongeveer 100 kilometer ten oosten van Arzachel, is een weinig bekende wervelformatie te vinden die enkel het gunstigst kan waargenomen worden gedurende volle maan. Deze wervelformatie is van dezelfde soort als Reiner gamma in Oceanus Procellarum. Andere wervelformaties bevinden zich in de buurt van Mare Marginis aan de oostelijke libratiezone, alsook in Mare Ingenii op de zuidelijke hemisfeer van de achterzijde van de maan.